# Бермешев, Максим Владимирович
Максим Владимирович Бермешев (род. 6 сентября 1984 года) — российский учёный-химик, член-корреспондент РАН (2025).

## Биография
Родился 6 сентября 1984 года.
В 2006 году — окончил химический факультет МГУ.
В 2009 году — защитил кандидатскую диссертацию, тема: «Синтез и полимеризация непредельных БИ- и трициклических карбосиланов».
В 2017 году — защитил докторскую диссертацию, тема: «Новые полимерные материалы на основе углеводородов норборненового ряда».
Работает в Институте нефтехимического синтеза имени А. В. Топчиева, с 2007 года — заведующий лабораторией «Кремнийорганические и углеводородные циклические соединения».
С февраля 2025 года — научный сотрудник отдела синтетических полимеров и полимерных наноматериалов Института синтетических полимерных материалов имени Н. С. Ениколопова РАН.
С 2025 года — ведет преподавательскую деятельность на базовой кафедре ИНХС имени А. В. Топчиева РАН в НИУ ВШЭ.
В 2025 году — избран членом-корреспондентом РАН от Отделения химии и наук о материалах.

## Научная деятельность
Специалист в области полимерных материалов.
Член редколлегии журнала «Наногетерогенный катализ».

## Награды
- Премия имени академика К. А. Андрианова (2017)
- Премия Правительства города Москвы для молодых ученых (2015) — за работу «Синтез нового класса высокопроницаемых полимерных мембранных материалов на основе производных норборнена для разделения лёгких углеводородов»[3]
- Медаль РАН с премией для молодых ученых (2012)